# Goudrugwever
De goudrugwever (Euplectes aureus) is een zangvogel uit de familie Ploceidae (Wevers).

## Verspreiding en leefgebied
Deze soort komt voor in Angola en Sao Tomé.